# Joseph Diaz (boxe anglaise)
Joseph Diaz est un boxeur américain né le 23 novembre 1992 à South El Monte, en Californie.

## Carrière
Passé professionnel en 2012, il devient champion d'Amérique du Nord des poids plumes NABF en 2015, NABO en 2017 puis champion du monde des poids super-plumes IBF après sa victoire aux points contre Tevin Farmer le 30 janvier 2020. Diaz perd ce titre le 12 février 2021 en étant destitué par l’IBF pour ne pas avoir respecté la limite de poids réglementaire avant son combat contre Shavkatdzhon Rakhimov. Il est également battu aux points par Devin Haney le 4 décembre 2021.